# Billie Jean King Cup 2022 − Fase classificació
La fase de classificació per la Billie Jean King Cup 2022 fou un esdeveniment celebrat els dies 15 i 16 d'abril de 2022 previ a la fase final d'aquest torneig. En aquesta fase es van disputar vuit enfrontaments directes que van permetre als guanyadors accedir a la fase final.

## Equips
16 equips nacionals van participar en aquesta ronda per classificar-se per la fase final en sèries basades en el format local-visitant tradicional de la Copa Federació. Els 8 equips perdedors d'aquesta fase van ser redirigits als respectius Grup I continentals. Equips classificats de la següent forma:
- 10 equips participants en les Billie Jean King Cup Finals 2021 excepte els finalistes
- 7 equips guanyadors dels Play-offs de l'edició anterior (Romania substitueix Canadà)
- 1 equip perdedor dels Play-offs de l'edició anterior

Els vuit equips vencedors d'aquesta fase es van classificar per les Billie Jean King Cup Finals 2022, mentre que els vuit equips perdedors van accedir als Play-offs d'aquesta edició de la competició.
Degut a la desqualificació de Rússia i Belarús per part de la ITF, Austràlia, Eslovàquia i Bèlgica van accedir directament a les finals.
| Equips caps de sèrie 1. Austràlia (núm. 1) 2. França (núm. 2) 3. Estats Units (núm. 4) 4. Txèquia (núm. 5) 5. Belarús (núm. 6) 6. Alemanya (núm. 7) 7. Canadà (núm. 9) 8. Espanya (núm. 10) 9. Romania (núm. 11) | Equips no caps de sèrie - Eslovàquia (núm. 12) - Bèlgica (núm. 13) - Letònia (núm. 14) - Regne Unit (núm. 15) - Kazakhstan (núm. 16) - Itàlia (núm. 17) - Polònia (núm. 19) - Ucraïna (núm. 24) - Països Baixos (núm. 46) |

- Rànquing a 8 de novembre de 2021.

## Resum
| Seu (superfície)                                                                   | Equip local      | Resultat | Equip visitant |
| ---------------------------------------------------------------------------------- | ---------------- | -------- | -------------- |
| Tennis Club Alghero, L'Alguer, Itàlia (dura)                                       | Itàlia           | 3 − 1    | França (2)     |
| Asheville Civic Center, Asheville, Estats Units (dura interior)                    | Estats Units (3) | 3 − 2    | Ucraïna        |
| Tennis Club I.CLTK Prague, Praga, Txèquia (terra batuda)                           | Txèquia (4)      | 3 − 2    | Regne Unit     |
| Club Megasaray, Antalya, Turquia                                                   | Belarús (5)      | w/o      | Bèlgica        |
| National Tennis Centre, Nursultan, Kazakhstan (terra batuda interior)              | Kazakhstan       | 3 − 1    | Alemanya (6)   |
| Pacific Coliseum, Vancouver, Canadà (dura interior)                                | Canadà (7)       | 4 − 0    | Letònia        |
| Maaspoort Sports & Events, 's-Hertogenbosch, Països Baixos (terra batuda interior) | Països Baixos    | 0 − 4    | Espanya (8)    |
| Radomskie Centrum Sportu, Radom, Polònia (dura interior)                           | Polònia          | 4 − 0    | Romania (9)    |

## Eliminatòries

### Itàlia vs. França
| · Itàlia · 3 | Tennis Club Alghero, L'Alguer, Itàlia 15 − 16 d'abril de 2022 Dura | Tennis Club Alghero, L'Alguer, Itàlia 15 − 16 d'abril de 2022 Dura    | · França · 1 |     |      |             |
| \| \| [4] \| \| 1 \| 2 \| 3 \| \| \| - \| --------------- \| --------------------------------------------------------------------- \| ---- \| --- \| ---- \| ----------- \| \| 1 \| Itàlia · França \| Jasmine Paolini Alizé Cornet \| 2 6 \| 6 1 \| 7 62 \| \| \| 2 \| Itàlia · França \| Camila Giorgi Oceane Dodin \| 6 1 \| 6 2 \| \| \| \| 3 \| Itàlia · França \| Camila Giorgi Harmony Tan \| 6 2 \| 6 0 \| \| \| \| 4 \| Itàlia · França \| Jasmine Paolini Oceane Dodin \| \| \| \| no disputat \| \| 5 \| Itàlia · França \| Lucia Bronzetti / Martina Trevisan Oceane Dodin / Kristina Mladenovic \| 64 7 \| 1 6 \| \| \| |                                                                    |                                                                       |              |     |      |             |
| | [ 4 ]                                                              |                                                                       | 1            | 2   | 3    |             |
| 1 | Itàlia · França                                                    | Jasmine Paolini Alizé Cornet                                          | 2 6          | 6 1 | 7 62 |             |
| 2 | Itàlia · França                                                    | Camila Giorgi Oceane Dodin                                            | 6 1          | 6 2 |      |             |
| 3 | Itàlia · França                                                    | Camila Giorgi Harmony Tan                                             | 6 2          | 6 0 |      |             |
| 4 | Itàlia · França                                                    | Jasmine Paolini Oceane Dodin                                          |              |     |      | no disputat |
| 5 | Itàlia · França                                                    | Lucia Bronzetti / Martina Trevisan Oceane Dodin / Kristina Mladenovic | 64 7         | 1 6 |      |             |

### Estats Units vs. Ucraïna
| · Estats Units · 3 | Asheville Civic Center, Asheville, Estats Units 15 − 16 d'abril de 2022 Dura interior | Asheville Civic Center, Asheville, Estats Units 15 − 16 d'abril de 2022 Dura interior | · Ucraïna · 2 |     |   |  |
| \| \| [5] \| \| 1 \| 2 \| 3 \| \| \| - \| ---------------------- \| -------------------------------------------------------------------- \| ----- \| --- \| - \| \| \| 1 \| Estats Units · Ucraïna \| Alison Riske Daiana Iastremska \| 7 6¹⁶ \| 7 5 \| \| \| \| 2 \| Estats Units · Ucraïna \| Jessica Pegula Katarina Zavatska \| 6 2 \| 6 1 \| \| \| \| 3 \| Estats Units · Ucraïna \| Jessica Pegula Daiana Iastremska \| 3 6 \| 4 6 \| \| \| \| 4 \| Estats Units · Ucraïna \| Shelby Rogers Katarina Zavatska \| 3 6 \| 4 6 \| \| \| \| 5 \| Estats Units · Ucraïna \| Asia Muhammad / Jessica Pegula Liudmila Kitxenok / Daiana Iastremska \| 7 65 \| 6 3 \| \| \| |                                                                                       |                                                                                       |               |     |   |  |
| | [ 5 ]                                                                                 |                                                                                       | 1             | 2   | 3 |  |
| 1 | Estats Units · Ucraïna                                                                | Alison Riske Daiana Iastremska                                                        | 7 6¹⁶         | 7 5 |   |  |
| 2 | Estats Units · Ucraïna                                                                | Jessica Pegula Katarina Zavatska                                                      | 6 2           | 6 1 |   |  |
| 3 | Estats Units · Ucraïna                                                                | Jessica Pegula Daiana Iastremska                                                      | 3 6           | 4 6 |   |  |
| 4 | Estats Units · Ucraïna                                                                | Shelby Rogers Katarina Zavatska                                                       | 3 6           | 4 6 |   |  |
| 5 | Estats Units · Ucraïna                                                                | Asia Muhammad / Jessica Pegula Liudmila Kitxenok / Daiana Iastremska                  | 7 65          | 6 3 |   |  |

### Txèquia vs. Regne Unit
| · Txèquia · 3 | Tennis Club I.CLTK Prague, Praga, Txèquia 15 − 16 d'abril de 2022 Terra batuda | Tennis Club I.CLTK Prague, Praga, Txèquia 15 − 16 d'abril de 2022 Terra batuda | · Regne Unit · 2 |     |     |  |
| \| \| [6] \| \| 1 \| 2 \| 3 \| \| \| - \| -------------------- \| ---------------------------------------------------------------- \| --- \| --- \| --- \| \| \| 1 \| Txèquia · Regne Unit \| Marketa Vondrousova Harriet Dart \| 6 1 \| 6 0 \| \| \| \| 2 \| Txèquia · Regne Unit \| Tereza Martincova Emma Raducanu \| 5 7 \| 5 7 \| \| \| \| 3 \| Txèquia · Regne Unit \| Marketa Vondrousova Emma Raducanu \| 6 1 \| 6 1 \| \| \| \| 4 \| Txèquia · Regne Unit \| Linda Fruhvirtova Harriet Dart \| 0 6 \| 7 5 \| 2 6 \| \| \| 5 \| Txèquia · Regne Unit \| Karolina Muchova / Marketa Vondrousova Harriet Dart / Katie Swan \| 6 1 \| 7 5 \| \| \| |                                                                                |                                                                                |                  |     |     |  |
| | [ 6 ]                                                                          |                                                                                | 1                | 2   | 3   |  |
| 1 | Txèquia · Regne Unit                                                           | Marketa Vondrousova Harriet Dart                                               | 6 1              | 6 0 |     |  |
| 2 | Txèquia · Regne Unit                                                           | Tereza Martincova Emma Raducanu                                                | 5 7              | 5 7 |     |  |
| 3 | Txèquia · Regne Unit                                                           | Marketa Vondrousova Emma Raducanu                                              | 6 1              | 6 1 |     |  |
| 4 | Txèquia · Regne Unit                                                           | Linda Fruhvirtova Harriet Dart                                                 | 0 6              | 7 5 | 2 6 |  |
| 5 | Txèquia · Regne Unit                                                           | Karolina Muchova / Marketa Vondrousova Harriet Dart / Katie Swan               | 6 1              | 7 5 |     |  |

### Kazakhstan vs. Alemanya
| · Kazakhstan · 3 | National Tennis Centre, Nursultan, Kazakhstan 15 − 16 d'abril de 2022 Terra batuda interior | National Tennis Centre, Nursultan, Kazakhstan 15 − 16 d'abril de 2022 Terra batuda interior | · Alemanya · 1 |     |          |             |
| \| \| [7] \| \| 1 \| 2 \| 3 \| \| \| - \| --------------------- \| --------------------------------------------------------------------- \| --- \| --- \| -------- \| ----------- \| \| 1 \| Kazakhstan · Alemanya \| Yulia Putintseva Angelique Kerber \| 3 6 \| 6 3 \| 6 2 \| \| \| 2 \| Kazakhstan · Alemanya \| Ielena Ribàkina Laura Siegemund \| 6 0 \| 6 1 \| \| \| \| 3 \| Kazakhstan · Alemanya \| Ielena Ribàkina Angelique Kerber \| 4 6 \| 6 3 \| 7 5 \| \| \| 4 \| Kazakhstan · Alemanya \| Yulia Putintseva Laura Siegemund \| \| \| \| no disputat \| \| 5 \| Kazakhstan · Alemanya \| Anna Danilina / Zhibek Kulambayeva Anna-Lena Friedsam / Jule Niemeier \| 2 6 \| 6 3 \| [6] [10] \| \| |                                                                                             |                                                                                             |                |     |          |             |
| | [ 7 ]                                                                                       |                                                                                             | 1              | 2   | 3        |             |
| 1 | Kazakhstan · Alemanya                                                                       | Yulia Putintseva Angelique Kerber                                                           | 3 6            | 6 3 | 6 2      |             |
| 2 | Kazakhstan · Alemanya                                                                       | Ielena Ribàkina Laura Siegemund                                                             | 6 0            | 6 1 |          |             |
| 3 | Kazakhstan · Alemanya                                                                       | Ielena Ribàkina Angelique Kerber                                                            | 4 6            | 6 3 | 7 5      |             |
| 4 | Kazakhstan · Alemanya                                                                       | Yulia Putintseva Laura Siegemund                                                            |                |     |          | no disputat |
| 5 | Kazakhstan · Alemanya                                                                       | Anna Danilina / Zhibek Kulambayeva Anna-Lena Friedsam / Jule Niemeier                       | 2 6            | 6 3 | [6] [10] |             |

### Canadà vs. Letònia
| · Canadà · 4 | Pacific Coliseum, Vancouver, Canadà 15 − 16 d'abril de 2022 Dura interior | Pacific Coliseum, Vancouver, Canadà 15 − 16 d'abril de 2022 Dura interior | · Letònia · 0 |      |     |             |
| \| \| [8] \| \| 1 \| 2 \| 3 \| \| \| - \| ---------------- \| ------------------------------------------------------------------- \| --- \| ---- \| --- \| ----------- \| \| 1 \| Canadà · Letònia \| Leylah Fernandez Darja Semenistaja \| 6 1 \| 6 2 \| \| \| \| 2 \| Canadà · Letònia \| Rebecca Marino Daniela Vismane \| 6 3 \| 64 7 \| 6 3 \| \| \| 3 \| Canadà · Letònia \| Leylah Fernandez Daniela Vismane \| 6 2 \| 6 1 \| \| \| \| 4 \| Canadà · Letònia \| Rebecca Marino Darja Semenistaja \| \| \| \| no disputat \| \| 5 \| Canadà · Letònia \| Gabriela Dabrowski / Carol Zhao Darja Semenistaja / Daniela Vismane \| 6 1 \| 6 3 \| \| \| |                                                                           |                                                                           |               |      |     |             |
| | [ 8 ]                                                                     |                                                                           | 1             | 2    | 3   |             |
| 1 | Canadà · Letònia                                                          | Leylah Fernandez Darja Semenistaja                                        | 6 1           | 6 2  |     |             |
| 2 | Canadà · Letònia                                                          | Rebecca Marino Daniela Vismane                                            | 6 3           | 64 7 | 6 3 |             |
| 3 | Canadà · Letònia                                                          | Leylah Fernandez Daniela Vismane                                          | 6 2           | 6 1  |     |             |
| 4 | Canadà · Letònia                                                          | Rebecca Marino Darja Semenistaja                                          |               |      |     | no disputat |
| 5 | Canadà · Letònia                                                          | Gabriela Dabrowski / Carol Zhao Darja Semenistaja / Daniela Vismane       | 6 1           | 6 3  |     |             |

### Països Baixos vs. Espanya
| · Països Baixos · 0 | Maaspoort Sports & Events, 's-Hertogenbosch, Països Baixos 15 − 16 d'abril de 2022 Terra batuda interior | Maaspoort Sports & Events, 's-Hertogenbosch, Països Baixos 15 − 16 d'abril de 2022 Terra batuda interior | · Espanya · 4 |      |          |             |
| \| \| [9] \| \| 1 \| 2 \| 3 \| \| \| - \| ----------------------- \| --------------------------------------------------------------- \| --- \| ---- \| -------- \| ----------- \| \| 1 \| Països Baixos · Espanya \| Arantxa Rus Nuria Parrizas Díaz \| 2 6 \| 64 7 \| \| \| \| 2 \| Països Baixos · Espanya \| Lesley Pattinama Kerkhove Sara Sorribes Tormo \| 4 6 \| 3 6 \| \| \| \| 3 \| Països Baixos · Espanya \| Arantxa Rus Sara Sorribes Tormo \| 0 6 \| 4 6 \| \| \| \| 4 \| Països Baixos · Espanya \| Lesley Pattinama Kerkhove Nuria Parrizas Díaz \| \| \| \| no disputat \| \| 5 \| Països Baixos · Espanya \| Arianne Hartono / Demi Schuurs Aliona Bolsova / Rebeka Masarova \| 6 4 \| 67 \| [7] [10] \| \| | | |               |      |          |             |
| | [ 9 ] | | 1             | 2    | 3        |             |
| 1 | Països Baixos · Espanya                                                                                  | Arantxa Rus Nuria Parrizas Díaz                                                                          | 2 6           | 64 7 |          |             |
| 2 | Països Baixos · Espanya                                                                                  | Lesley Pattinama Kerkhove Sara Sorribes Tormo                                                            | 4 6           | 3 6  |          |             |
| 3 | Països Baixos · Espanya                                                                                  | Arantxa Rus Sara Sorribes Tormo                                                                          | 0 6           | 4 6  |          |             |
| 4 | Països Baixos · Espanya                                                                                  | Lesley Pattinama Kerkhove Nuria Parrizas Díaz                                                            |               |      |          | no disputat |
| 5 | Països Baixos · Espanya                                                                                  | Arianne Hartono / Demi Schuurs Aliona Bolsova / Rebeka Masarova                                          | 6 4           | 67   | [7] [10] |             |

### Polònia vs. Romania
| · Polònia · 4 | Radomskie Centrum Sportu, Radom, Polònia 15 − 16 d'abril de 2022 Dura interior | Radomskie Centrum Sportu, Radom, Polònia 15 − 16 d'abril de 2022 Dura interior | · Romania · 0 |     |          |             |
| \| \| [10] \| \| 1 \| 2 \| 3 \| \| \| - \| ----------------- \| ------------------------------------------------------------------- \| --- \| --- \| -------- \| ----------- \| \| 1 \| Polònia · Romania \| Magda Linette Irina-Camelia Begu \| 6 1 \| 4 6 \| 6 2 \| \| \| 2 \| Polònia · Romania \| Iga Świątek Mihaela Buzărnescu \| 6 1 \| 6 0 \| \| \| \| 3 \| Polònia · Romania \| Iga Świątek Andreea Prisacariu \| 6 0 \| 6 0 \| \| \| \| 4 \| Polònia · Romania \| Magda Linette Mihaela Buzărnescu \| \| \| \| no disputat \| \| 5 \| Polònia · Romania \| Magdalena Frech / Alicja Rosolska Mihaela Buzărnescu / Andreea Mitu \| 5 7 \| 6 3 \| [10] [5] \| \| |                                                                                |                                                                                |               |     |          |             |
| | [ 10 ]                                                                         |                                                                                | 1             | 2   | 3        |             |
| 1 | Polònia · Romania                                                              | Magda Linette Irina-Camelia Begu                                               | 6 1           | 4 6 | 6 2      |             |
| 2 | Polònia · Romania                                                              | Iga Świątek Mihaela Buzărnescu                                                 | 6 1           | 6 0 |          |             |
| 3 | Polònia · Romania                                                              | Iga Świątek Andreea Prisacariu                                                 | 6 0           | 6 0 |          |             |
| 4 | Polònia · Romania                                                              | Magda Linette Mihaela Buzărnescu                                               |               |     |          | no disputat |
| 5 | Polònia · Romania                                                              | Magdalena Frech / Alicja Rosolska Mihaela Buzărnescu / Andreea Mitu            | 5 7           | 6 3 | [10] [5] |             |